# Zinaida Gippius
Zinaida Nikolayevna Gippius (Hippius)  20 de novembro de 1869 no calendário juliano – 9 de setembro de 1945) foi uma poeta, dramaturga, romancista, editora e pensadora religiosa russa, uma das principais figuras do simbolismo russo . A história de seu casamento com Dmitry Merejkovski, que durou 52 anos, é descrita em seu livro inacabado Dmitry Merejkovski (Paris, 1951; Moscou, 1991).
Ela começou a escrever muito jovem e, quando conheceu Dmitry Merejkovski em 1888, já era uma poetisa publicada. Os dois se casaram em 1889. Gippius publicou seu primeiro livro de poesia, Collection of Poems. 1889–1903, em 1903, e sua segunda coleção, Collection of Poems. Livro 2. 1903-1909, em 1910. Após a Revolução de 1905, os Merejkovski tornaram-se críticos do czarismo; passaram vários anos no exterior durante esse período, incluindo viagens para tratamento de problemas de saúde. Eles denunciaram a Revolução de Outubro de 1917, vendo-a como um desastre cultural, e em 1919 emigraram para a Polônia.
Depois de morar na Polônia, eles se mudaram para a França e depois para a Itália, continuando a publicar e a participar dos círculos de emigrados russos, embora as duras críticas literárias de Gippius fizessem inimigos. A tragédia da escritora russa exilada foi um tema importante para Gippius na emigração, mas ela também continuou a explorar temas místicos e secretamente sexuais, publicando contos, peças de teatro, romances, poesias e memórias. A morte de Merejkovski em 1941 foi um grande golpe para Gippius, que morreu alguns anos depois, em 1945.

## Biografia
Zinaida Gippius nasceu em 8 de novembro de 1869 em Belyov, Tula, a mais velha de quatro irmãs. Seu pai, Nikolai Romanovich Gippius, um respeitado advogado e alto funcionário do Senado russo, era um russo-alemão, cujo ancestral Adolphus von Gingst, mais tarde von Hippius, se estabeleceu em Moscou no século XVI. Sua mãe, Anastasia Vasilyevna (nome de solteira, Stepanova), era filha do chefe de polícia de Yekaterinburg .
O trabalho de Nikolai Gippius exigia viagens constantes e, por isso, suas filhas recebiam pouca educação formal. Tendo aulas com governantas e tutores visitantes, frequentavam escolas esporadicamente em qualquer cidade ( Saratov, Tula e Kiev, entre outras) a família passou a permanecer por um período significativo de tempo. Aos 48 anos, Nikolai Gippius morreu de tuberculose, e Anastasia Vasilyevna, sabendo que todas as suas filhas herdaram uma predisposição para a doença que o matou, mudou-se com a família para o sul, primeiro para Yalta (onde Zinaida havia tratamento médico) e depois em 1885 para Tiflis, mais perto da casa de seu tio Alexander Stepanov.
A essa altura, Zinaida já havia estudado por dois anos em uma escola para meninas em Kiev (1877-1878) e por um ano no Ginásio Fischer em Moscou. Foi apenas em Borzhomi, Geórgia, onde seu tio Alexander, um homem de posses consideráveis, alugou uma dacha para ela, que ela começou a voltar ao normal após o profundo choque causado pela morte de seu amado pai.
Zinaida começou a escrever poesia aos sete anos. Quando conheceu Dmitry Merejkovski em 1888, ela já era uma poetisa publicada. "No ano de 1880 eu estava escrevendo versos, acreditando muito na 'inspiração' e fazendo questão de nunca tirar minha caneta do papel. As pessoas ao meu redor viam esses poemas como um sinal de que eu era 'mimada', mas nunca tentei escondê-los e, claro, não fui nem um pouco mimada, com minha educação religiosa", escreveu ela em 1902 em uma carta para Valery Bryusov Uma garota bonita, Zinaida atraiu muita atenção em Borzhomi, mas Merejkovski, um introvertido bem-educado, a impressionou em primeiro lugar como uma alma gêmea perfeita. Uma vez que ele a pediu em casamento, ela o aceitou sem hesitar e nunca se arrependeu do que poderia ter parecido uma decisão precipitada.
Gippius e Merejkovski se casaram em 8 de janeiro de 1889, em Tiflis. Eles fizeram uma curta viagem de lua de mel envolvendo uma estadia na Crimeia, depois voltaram para São Petersburgo e se mudaram para um apartamento na Casa Muruzi, que a mãe de Merejkovski havia alugado e mobiliado para eles como presente de casamento.

### carreira literária

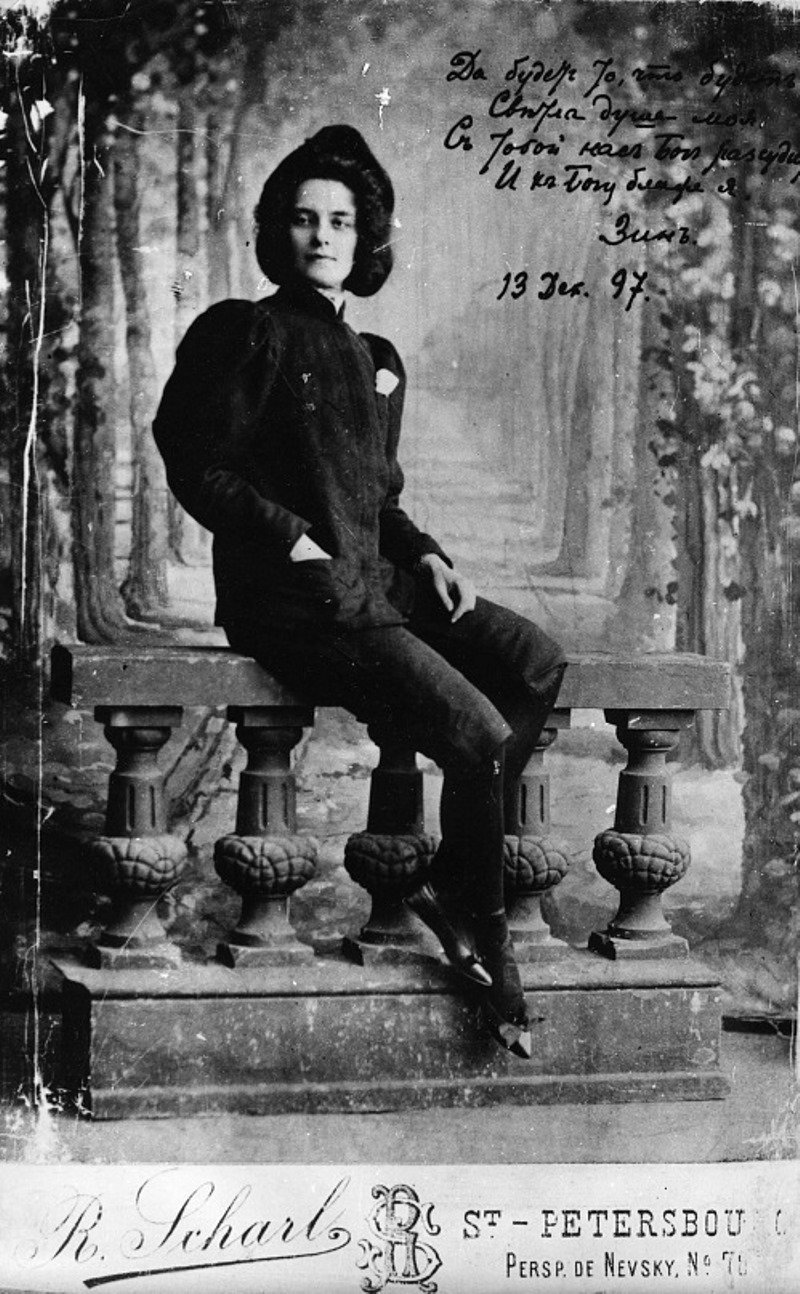
Gippius, 13 de dezembro de 1897

Merejkovski e Gippius fizeram um pacto, cada um prometendo se concentrar no que fazia melhor, ela na poesia, ele na prosa. O acordo fracassou quando Zinaida traduziu Manfred, de Lord Byron, e Dimitry começou a trabalhar em seu romance de estreia Julian the Apostate . Em São Petersburgo, Gippius juntou-se à Sociedade Literária Russa, tornou-se membro do Círculo Shakespeareano (sendo o famoso advogado Príncipe Alexander Urusov o membro mais famoso) e conheceu e fez amizade com Yakov Polonsky, Apollon Maykov, Dmitry Grigorovich, Aleksey Pleshcheyev e Pyotr Veinberg . Ela se aproximou do grupo de autores associados ao renovado Severny Vestnik, onde ela mesma fez sua estreia como poeta em 1888.
Em 1890-91, esta revista publicou seus primeiros contos, "The Ill-Fated One" e "In Moscow". Então, três de seus romances, Without the Talisman, The Winner e Small Waves, apareceram em Mir Bozhy . Vendo a escrita de prosa medíocre e genérica como um empreendimento comercial, Gippius tratou sua poesia de maneira diferente, como algo totalmente íntimo, chamando seus versos de "orações pessoais". Lidando com o lado mais sombrio da alma humana e explorando a ambigüidade sexual e o narcisismo, muitas dessas 'orações' foram consideradas blasfemas na época. Os detratores chamaram Gippius de 'demônio', a 'rainha da dualidade' e uma 'Madonna decadente'. Aproveitando a notoriedade, ela explorou sua imagem andrógina, usou roupas masculinas e pseudônimos, chocou seus convidados com insultos ('para ver a reação deles', como ela explicou uma vez a Nadezhda Teffi ), e por uma década permaneceu o símbolo russo de 'libertação sexual ', segurando bem alto o que ela em um de seus diários chamou de 'cruz da sensualidade'. Em 1901 tudo isso se transformou na ideologia da "Nova Igreja" da qual ela foi a instigadora.
Em outubro de 1903, a coleção de poemas. 1889–1903, o primeiro livro de poesia de Gippius foi lançado; Innokenty Annensky mais tarde chamou o livro de "a quintessência de quinze anos do modernismo russo". Valery Bryusov também ficou muito impressionado, elogiando a "franqueza insuperável com que ela documentou o progresso emocional de sua alma escravizada". A própria Gippius nunca pensou muito no significado social de sua poesia publicada. No prefácio de sua coleção de estreia, ela escreveu: "É triste perceber que alguém teve que produzir algo tão inútil e sem sentido quanto este livro. Não que eu ache a poesia inútil; pelo contrário, estou convencida de que é essencial, natural e intemporal. Houve tempos em que a poesia era lida em todos os lugares e apreciada por todos. Mas esses tempos se foram. Um leitor moderno não precisa mais de um livro de poesia."
No início dos anos 1900, a Casa Muruzi, onde ela morava, adquiriu a reputação de ser um dos novos centros culturais da capital russa. Os convidados reconheciam e admiravam a autoridade da anfitriã e seu talento para a liderança.

### A Nova Igreja

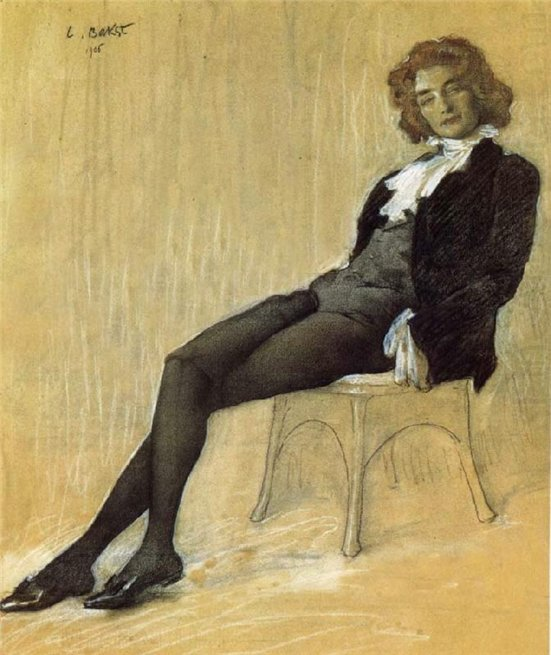
Retrato de Gippius por Léon Bakst, 1906

Em 1899-1901, encorajado pelo grupo de autores associados a Mir Iskusstva, a revista da qual ela se tornou próxima, Gippius publicou ensaios críticos usando pseudônimos masculinos, sendo Anton Krainy o mais conhecido. Analisando as raízes da crise em que a cultura russa havia caído, Gippius (um tanto paradoxalmente, dada a sua reputação 'demoníaca') sugeriu como remédio a 'cristianização' dela, o que na prática significava aproximar a intelectualidade e a Igreja. Fundir fé e intelecto, de acordo com Gippius, foi crucial para a sobrevivência da Rússia; apenas ideias religiosas, ela pensou, trariam ao seu povo iluminação e libertação, tanto sexual quanto espiritual.
Em 1901 Gippius e Merejkovski co-fundaram os Encontros Religiosos e Filosóficos. Este 'encontro para discussão livre', com foco na síntese de cultura e religião, reuniu uma mistura eclética de intelectuais e foi considerado em retrospecto como uma tentativa importante, embora efêmera, de tirar a Rússia das grandes convulsões sociais que ela estava liderando. para. Gippius foi a força motriz por trás dos Meetings, assim como a revista Novy Put (1903–04), lançada inicialmente como um veículo para os primeiros. Na época em que Novy Put faliu (devido a um conflito causado pela recusa do recém-chegado Sergei Bulgakov em publicar seu ensaio sobre Alexander Blok ), Gippius (como Anton Krainy) havia se tornado um proeminente crítico literário, contribuindo principalmente para Vesy (Scales).
Depois de serem encerradas as Assembleias em 1903, Gippius tentou reviver a sua ideia inicial na forma do que era considerado sua 'Igreja doméstica', baseada na polêmica Troyebratstvo (Irmandade de Três), composta por ela, Merejkovski e Dmitry Filosofov, seu amigo íntimo em comum e, por um curto período, seu amante. Este novo desenvolvimento indignou muitos de seus amigos, como Nikolai Berdyaev, que viu esta bizarra paródia da Trindade, com seu próprio conjunto de rituais quase religiosos, como profanação beirando a blasfêmia.

### 1905–1917

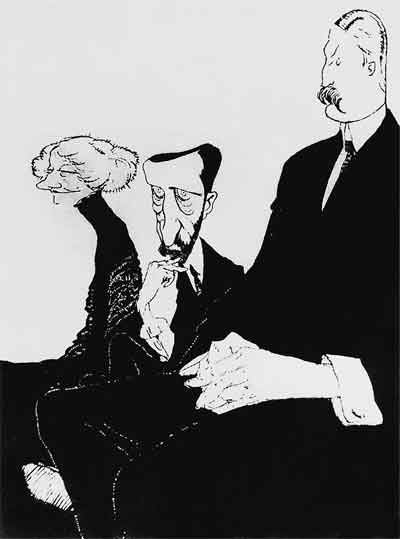
Gippius, Merejkovski e Filosofov. Caricatura por Re-Mi (Nikolai Remizov)

A Revolução de 1905 teve um impacto profundo em Gippius. Durante a década seguinte, os Merejkovskis foram críticos severos do czarismo, revolucionários radicais como Boris Savinkov agora entrando em seu estreito círculo de amigos íntimos. Em fevereiro de 1906, o casal partiu para a França para passar mais de dois anos no que consideravam um exílio auto-imposto, tentando apresentar aos intelectuais ocidentais sua "nova consciência religiosa". Em 1906 Gippius publicou a coleção de contos Scarlet Sword (Алый меч), e em 1908 a peça Poppie Blossom (Маков цвет) foi lançada, com Merejkovski e Filosofov creditados como co-autores.
Decepcionado com a indiferença das elites culturais europeias às suas ideias, o trio voltou para casa. De volta a São Petersburgo, a saúde de Gippius piorou e, nos seis anos seguintes, ela visitou regularmente clínicas e resorts de saúde europeus. Durante uma dessas viagens em 1911, Gippius comprou um apartamento  em Paris, na Rue Colonel Bonnet, 11-bis.
À medida que a tensão política na Rússia diminuía, os Encontros foram reabertos como Sociedade Religiosa e Filosófica, em 1908. Mas os líderes da Igreja Russa o ignoraram e logo o projeto se transformou em um mero círculo literário. A discussão acalorada sobre o manifesto Vekhi levou a um confronto entre os Merejkovskis e Filosofov de um lado e Vasily Rozanov do outro; até que Rozanov desistiu e cortou os laços com seus velhos amigos.
Até o momento sua coleção de poemas. Livro 2. 1903-1909 saiu em 1910, Gippius tornou-se um conhecido (embora não tão famoso quanto seu marido) autor europeu, traduzido para o alemão e o francês. Em 1912, seu livro de contos Moon Ants (Лунные муравьи) foi lançado, apresentando a melhor prosa que ela escreveu em anos. Os dois romances, The Demon Dolls (Чортовы куклы, 1911) e Roman-Tsarevich (Роман-царевич, 1912), deveriam ser o primeiro e o terceiro livro da trilogia Hieromonk Iliodor, que permaneceu inacabada. A esquerda literária os criticou como supostamente 'anti-revolucionários', os críticos convencionais acharam esses livros sem brilho, estereotipados e tendenciosos.
Com a eclosão da Primeira Guerra Mundial, os Merejkovskis se manifestaram contra o envolvimento da Rússia. Ainda assim, Gippius lançou sua própria campanha de apoio aos soldados, produzindo uma série de cartas enviadas pela linha de frente, cada uma combinando mensagens poéticas populares estilizadas com pequenos pacotes de tabaco, assinados com ela ou com os nomes de solteira de suas funcionárias. Alguns descartaram isso como pretensioso e sem sentido, outros aplaudiram o que viram como sua reação à histeria chauvinista da época.

### 1917–1919
Os Merejkovski saudaram a Revolução de Fevereiro de 1917 e denunciaram a Revolução de Outubro, culpando Alexander Kerensky e seu governo provisório pela catástrofe.

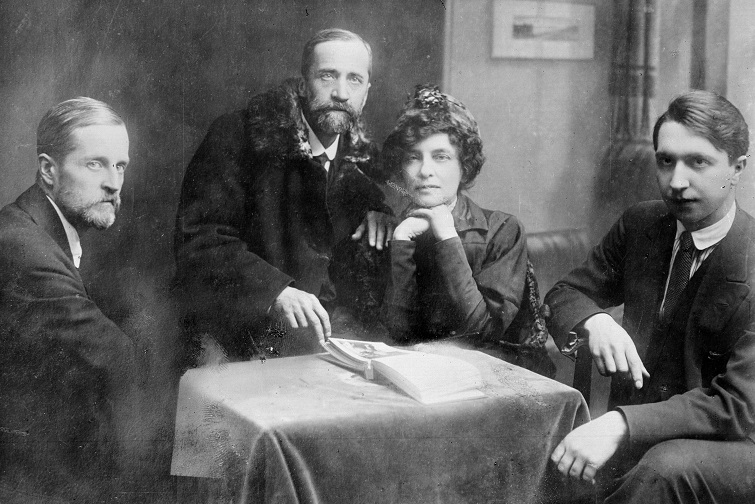
Filosofov (esquerda), Merejkovski (centro), Gippius e Zlobin, por volta de 1919

Gippius viu a Revolução de Outubro como o fim da Rússia e a vinda do Reino do Anticristo. "Parecia que um travesseiro caiu sobre você para estrangular. . . Estrangular o quê — a cidade? O país? Não, algo muito, muito maior", escreveu ela em seu diário de 26 de outubro de 1917. No final de 1917, Gippius ainda publicava seus versos antibolcheviques no que restava dos jornais antigos, mas o ano seguinte foi um pesadelo, de acordo com seus Diários . Ridicularizando HG Wells ("Posso ver por que ele se sente tão atraído pelos bolcheviques: eles o ultrapassaram"), ela escreveu sobre as atrocidades da Cheka ("Em Kiev, 1.200 oficiais mortos; pernas cortadas, botas tiradas." - 23 de fevereiro. "Em Rostov, cadetes adolescentes foram abatidos - por serem erroneamente confundidos com cadetes do Partido Democrático Constitucional, os banidos." - 17 de março), de fome em massa e seu próprio sentimento crescente de indiferença maçante. "Aqueles que ainda têm uma alma andam como cadáveres: nem protestando, nem sofrendo, sem esperar por nada, corpos e almas afundados em dormência induzida pela fome."
Expressando alguma simpatia pelo 'choroso Lunacharsky ' (o único líder bolchevique a expressar pelo menos algum pesar em relação às crueldades dos órgãos repressivos), Gippius escreveu: "As coisas que acontecem agora não têm nada a ver com a história russa. Serão esquecidos, como as atrocidades de alguns selvagens numa ilha distante; desaparecerá sem deixar vestígios." Last Poems (1914–1918), publicado em 1918, apresentava uma imagem dura e sombria da Rússia revolucionária como Gippius a via. Após as derrotas de Alexander Kolchak na Sibéria e Anton Denikin no sul da Rússia, respectivamente, os Merejkovskis mudaram-se para Petrogrado . No final de 1919, convidado a se juntar a um grupo de 'professores vermelhos' na Crimeia, Gippius optou por não fazê-lo, tendo ouvido falar de massacres orquestrados pelos chefes locais Béla Kun e Rosalia Zemlyachka . Tendo obtido permissão para deixar a cidade (com o pretexto de que iriam para a linha de frente, com palestras sobre o Egito Antigo para combatentes do Exército Vermelho ), Merejkovski e Gippius, assim como seu secretário Vladimir Zlobin e Dmitry Filosofov, partiram para a Polônia de trem .

### Gipius no exílio

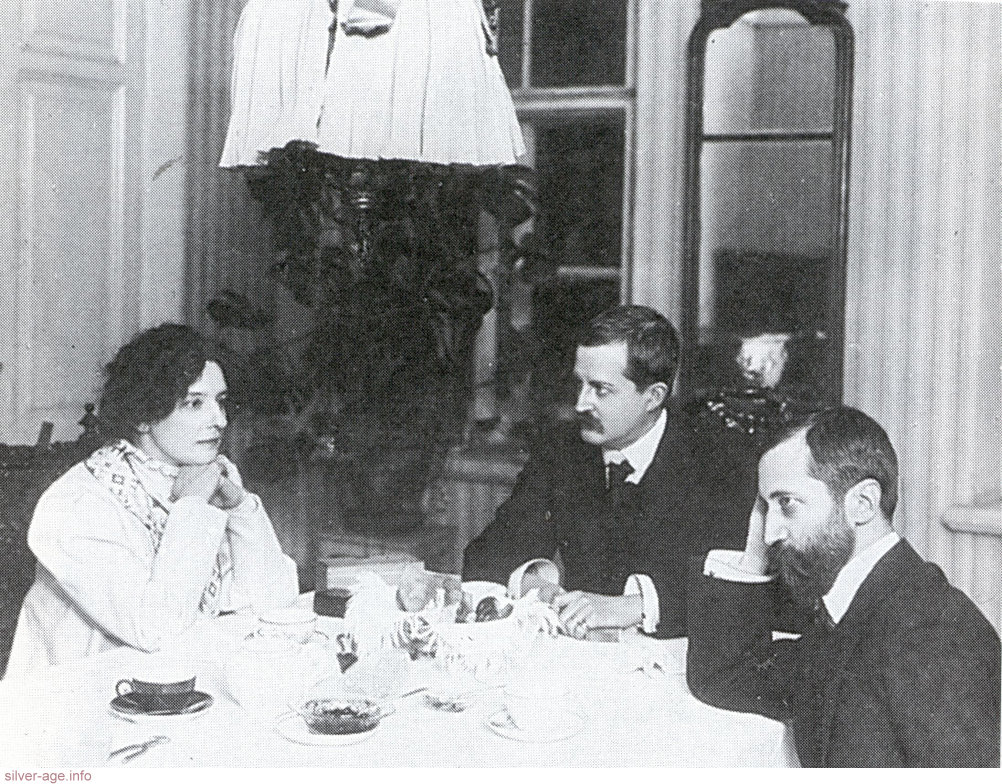
Gippius com Filosofov e Merejkovski (à direita) c. 1920

Seu primeiro destino foi Minsk, onde Merejkovski e Gippius deram uma série de palestras para imigrantes russos e publicaram panfletos políticos no Minsk Courier . Durante uma estada de vários meses em Varsóvia, Gippius editou o jornal Svoboda . Desiludidos com as políticas de Jozef Pilsudski, os Merejkovskis e Zlobin partiram para a França em 20 de outubro sem Filosofov, que optou por ficar na cidade com Boris Savinkov. A mudança dos Merejkovskis para a França foi facilitada por Olga e Eugene Petit, que também os ajudaram a garantir a entrada e a autorização de residência para seus amigos, como Ivan Manukhin.
Em Paris, Gippius concentrou-se em marcar encontros, separar correspondências, negociar contratos e receber convidados. As palestras do Merejkovski, como Nina Berberova lembrou, sempre giraram em torno de dois temas principais: a Rússia e a liberdade. Apoiando Merejkovski em sua cruzada antibolchevique, ela era profundamente pessimista em relação ao que seu marido chamava de sua 'missão'. "Nossa escravidão é tão inédita e nossas revelações são tão bizarras que para um homem livre é difícil entender do que estamos falando", ela admitiu.
A tragédia da escritora russa exilada tornou-se um tema importante para Gippius na emigração, mas ela também continuou a explorar temas místicos e secretamente sexuais. Ela continuou sendo uma crítica literária severa e, ao rejeitar muitos dos escritores conhecidos dos campos simbolista e acmeísta, tornou-se uma figura impopular na França.
No início da década de 1920, várias das obras anteriores de Gippius foram reeditadas no Ocidente, incluindo a coleção de histórias Palavras Celestiais (Небесные слова, 1921, Paris) e os Poemas. 1911–1912 Diário (1922, Berlim). Em Munique, O Reino do Anticristo (Царство Антихриста), de autoria de Merejkovski, Gippius, Filosofov e Zlobin, foi lançado, incluindo as duas primeiras partes dos Diários de Petersburgo de Gippius (Петербургские дневники). Gippius foi a principal força por trás da sociedade da Lâmpada Verde (Зелёная лампа), nomeada em homenagem ao grupo do século XIX associado a Alexander Pushkin . Deixando de lado as altercações entre facções, provou ser o único centro cultural onde escritores e filósofos russos emigrados (cuidadosamente escolhidos para cada encontro e convidados pessoalmente) podiam se encontrar e discutir temas políticos e culturais.
Em 1928, os Merejkovskii participaram do Primeiro Congresso de escritores russos no exílio, realizado em Belgrado . Encorajados pelo sucesso da série de palestras Da Vinci de Merejkovski e pela benevolência de Benito Mussolini, em 1933 o casal mudou-se para a Itália, onde permaneceram por cerca de três anos, visitando Paris apenas ocasionalmente. Com o movimento socialista crescendo lá e os sentimentos anti-emigração russos estimulados pelo assassinato do presidente Paul Doumer em 1932, a França parecia um lugar hostil para eles. Viver no exílio foi muito difícil para Gippius psicologicamente. Como disse um biógrafo, "sua personalidade metafisicamente grandiosa, com sua sobrecarga espiritual e intelectual, estava deslocada no que ela mesma via como um período 'pragmático sem alma' na história europeia".

#### os últimos anos
Como a eclosão da Segunda Guerra Mundial na Europa tornou a literatura praticamente irrelevante, Gippius, contra todas as probabilidades, compilou e publicou o Tornado da Literatura, um ambicioso projeto literário criado para fornecer um refúgio seguro para escritores rejeitados pelos editores por razões ideológicas. O que em outros tempos poderia ter sido aclamado como um poderoso ato de defesa da liberdade de expressão, em 1939 passou despercebido. Merejkovski e Gippius passaram seu último ano juntos em um vácuo social. O texto de 1944 do "discurso de rádio" supostamente pró-Hitler de Merejkovski foi uma montagem pré-fabricada (como afirmou seu biógrafo Zobnin), havia poucas dúvidas de que o casal, tendo se tornado muito próximo (e financeiramente dependente) os alemães em Paris haviam perdido o respeito e a credibilidade no que diz respeito aos seus compatriotas, muitos dos quais expressavam ódio absoluto contra eles.
A morte de Merejkovski em 1941 foi um duro golpe para Gippius. Após a morte de Dmitry Filosofov e de sua irmã Anna (em 1940 e 1942, respectivamente), ela se viu sozinha no mundo e, como sugerem algumas fontes, pensou em suicídio. Com seu secretário, Vladimir Zlobin, ainda por perto, porém, Gippius recorreu a escrever o que ela esperava que algum dia se transformasse na história de vida abrangente de seu falecido marido.
Gippius morreu em 9 de setembro de 1945. Suas últimas palavras escritas foram: "Baixo é o meu preço. . . . E sábio é Deus." Ela foi enterrada no cemitério russo de Sainte-Genevieve-des-Bois com seu marido. Um pequeno grupo de pessoas compareceu à cerimônia, entre elas o poeta russo Ivan Bunin .

## Legado

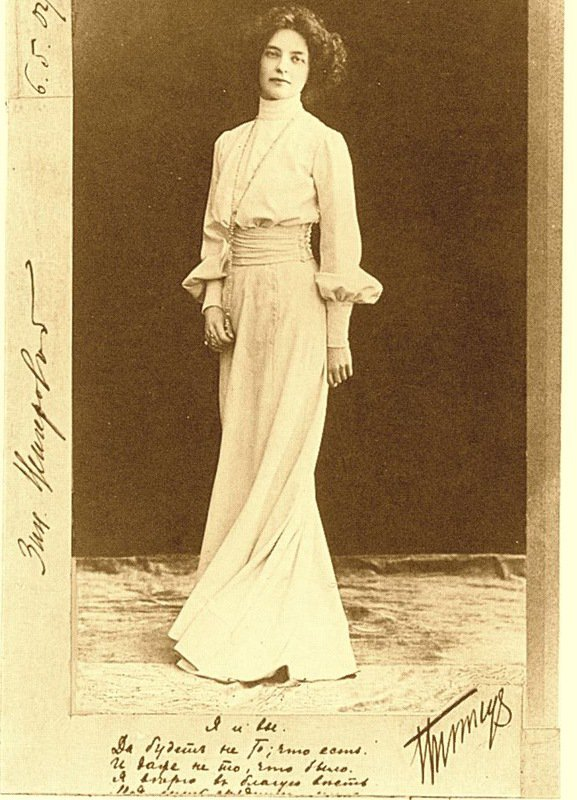
Gippius no início dos anos 1910

Estudiosos modernos veem os primeiros poemas tingidos de Gippius como influenciados por Semyon Nadson e Friedrich Nietzsche. A publicação do manifesto simbolista de Dmitry Merejkovski provou ser um ponto de virada: em pouco tempo, Gippius se tornou uma figura importante do modernismo russo. Sua prosa simbolista inicial carregava a forte influência de Dostoiévski, enquanto um de seus romances posteriores, Roman Tzarevich (1912), foi influenciado novamente por Nietzsche. As duas primeiras coleções de contos de Gippius, New People (1896) e Mirrors (1898), examinando "a natureza da beleza em todas as suas manifestações e contradições", foram vistas como estereotipadas. Seu terceiro livro de contos (1902) marcou uma mudança de direção e foi descrito como "doentiamente idiossincrático" e cheio de "misticismo intelectual". Paralelos foram traçados entre a prosa de Gippius no início do século XX e Significado do amor de Vladimir Solovyov, ambos os autores examinando a 'busca do amor' como meio de auto-realização da alma humana.
Não foi a prosa, mas a poesia que fez de Gippius uma grande força inovadora. "Gippius, a poeta, ocupa seu lugar especial na literatura russa; seus poemas são profundamente intelectuais, imaculados na forma e genuinamente emocionantes." Os críticos elogiaram sua originalidade e virtuosismo técnico, afirmando que ela era uma "verdadeira herdeira da musa de Yevgeny Baratynsky ".
Sua coleção de poemas. 1889-1903 tornou-se um evento importante na vida cultural russa. Tendo definido o mundo da poesia como uma estrutura tridimensional envolvendo "Amor e Eternidade se encontrando na Morte", ela descobriu e explorou nele sua própria marca de minimalismo ético e estético. Escritores simbolistas foram os primeiros a elogiar sua técnica de metáfora de "dica e pausa", bem como a arte de "extrair acordes sonoros de pianos silenciosos", de acordo com Innokenty Annensky, que viu o livro como o auge artístico dos "15 anos da Rússia". do modernismo" e argumentou que "nenhum homem jamais seria capaz de vestir abstrações em roupas de tanto charme [como esta mulher]". Os homens também admiravam a franqueza de Gippius: Gippius comentava seus conflitos internos, cheios de "tentações demoníacas" (inevitáveis para um poeta cuja missão era "criar uma alma nova e verdadeira", como ela dizia), com uma franqueza incomum.
A coleção de 1906 Espada Escarlate, descrita como um estudo da 'metafísica da alma humana' realizada do ponto de vista neocristão, propagou a ideia de Deus e o homem como um único ser. O autor equiparou a 'abnegação' ao pecado de trair a Deus, e os detratores suspeitaram de blasfêmia nessa postura egocêntrica. Temas de sexo e morte, investigados de maneira oblíqua e impressionista, formaram o leitmotiv de seu próximo livro de prosa, Black on White (1908). O século XX também viu a ascensão de Gippius, o dramaturgo ( Saintly Blood, 1900, Poppie Blossom, 1908). A mais aclamada de suas peças, The Green Ring (1916), futurista no enredo, senão na forma, foi produzida com sucesso por Vsevolod Meyerhold para o Alexandrinsky Theatre . Anton Krainy, o alter ego de Gippius, era um crítico literário altamente respeitado e um tanto temido, cujos artigos apareciam regularmente em Novy Put, Vesy e Russkaya Mysl . A análise crítica de Gippius, de acordo com Brockhaus e Efron, foi perspicaz, mas ocasionalmente muito dura e raramente objetiva.

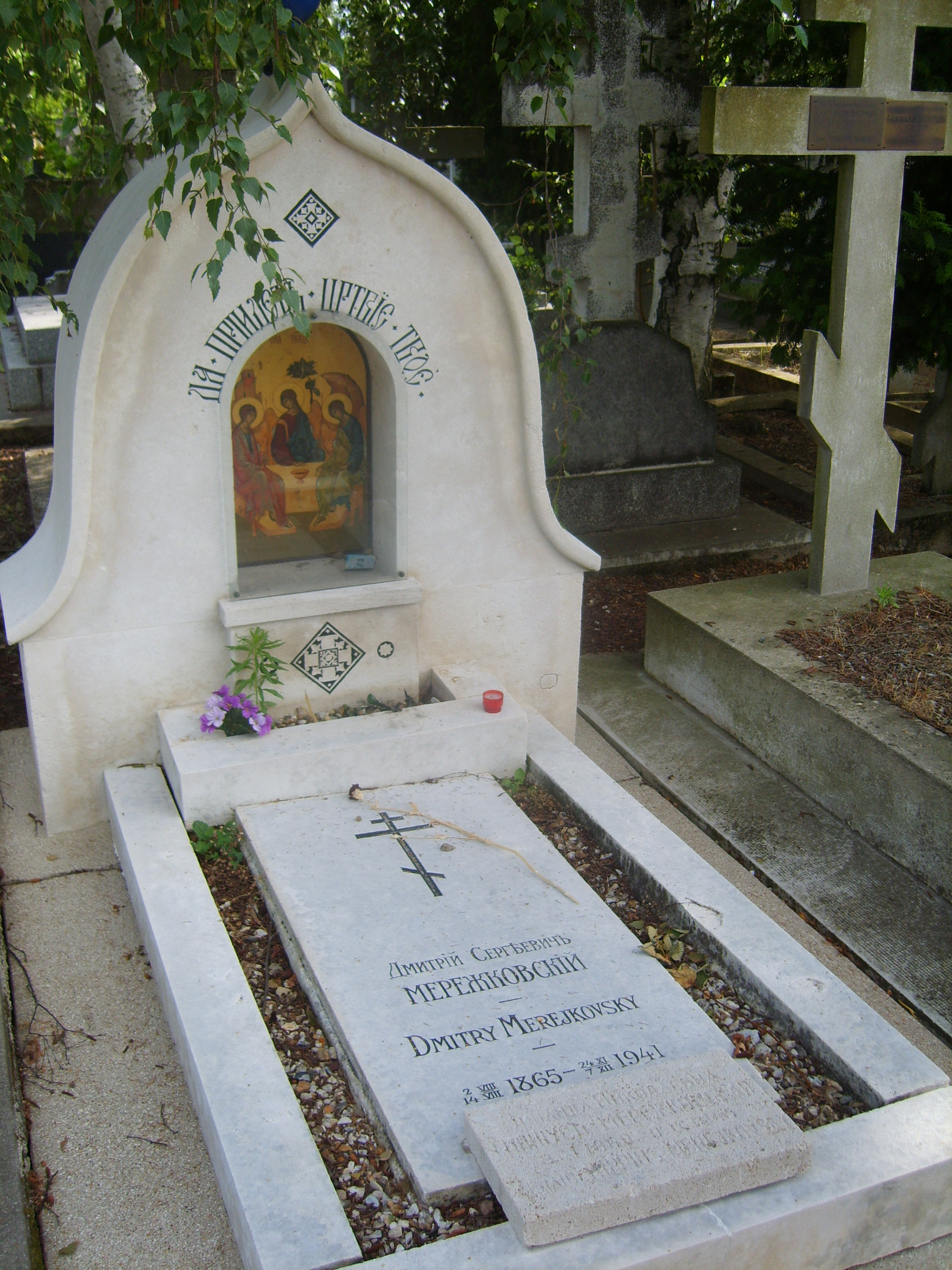
O túmulo dos Merejkovskis no cemitério russo de Sainte-Geneviève-des-Bois

A coleção de poemas de 1910. O livro 2. 1903-1909 recebeu boas críticas; Bunin chamou a poesia de Gippius de "elétrica", apontando para o uso peculiar do oxímoro como uma força eletrizante no mundo hermético e impassível do autor. Alguns contemporâneos acharam as obras de Gippius curiosamente pouco femininas. Vladislav Khodasevich falou sobre o conflito entre sua "alma poética e mente não poética". “Tudo é forte e espacial em seus versos, há pouco espaço para detalhes. Seu pensamento vivo e agudo, revestido de complexidade emocional, meio que sai de seus poemas, em busca de integridade espiritual e harmonia ideal", disse o estudioso moderno Vitaly Orlov.
Os romances de Gippius, The Devil's Doll (1911) e Roman Tzarevich (1912), com o objetivo de "desvendar as raízes das ideias reacionárias russas", não tiveram sucesso: os críticos os consideraram tendenciosos e artisticamente inferiores. "Na poesia, Gippius é mais original do que na prosa. Bem construídas, cheias de ideias intrigantes, sempre perspicazes, suas histórias e novelas são sempre um pouco absurdas, rígidas e sem inspiração, mostrando pouco conhecimento da vida real. Os personagens de Gippius pronunciam palavras interessantes e se encontram em situações curiosamente difíceis, mas não conseguem se transformar em pessoas vivas na mente do leitor. Servindo como personificações de ideias e conceitos, eles são marionetes genuinamente trabalhadas colocadas em ação pela mão do autor, não por seus próprios motivos internos."
Os eventos de outubro de 1917 levaram Gippius a cortar todos os laços com a maioria daqueles que admiravam sua poesia, incluindo Blok, Bryusov e Bieli. A história desse cisma e a reconstrução das colisões ideológicas que possibilitaram tal catástrofe tornaram-se o tema de suas memórias The Living Faces (Живые лица, 1925). Enquanto Blok (o homem a quem ela notoriamente recusou sua mão em 1918) viu a Revolução como uma 'tempestade purificadora', Gippius ficou chocado com a 'rigidez sufocante' da coisa toda, vendo-a como uma enorme monstruosidade "deixando um com apenas um desejo: ficar cego e surdo." Por trás de tudo isso, para Gippius, havia uma espécie de 'loucura monumental'; era ainda mais importante para ela manter uma "mente sã e uma memória forte", explicou ela.